# 長洲北帝廟

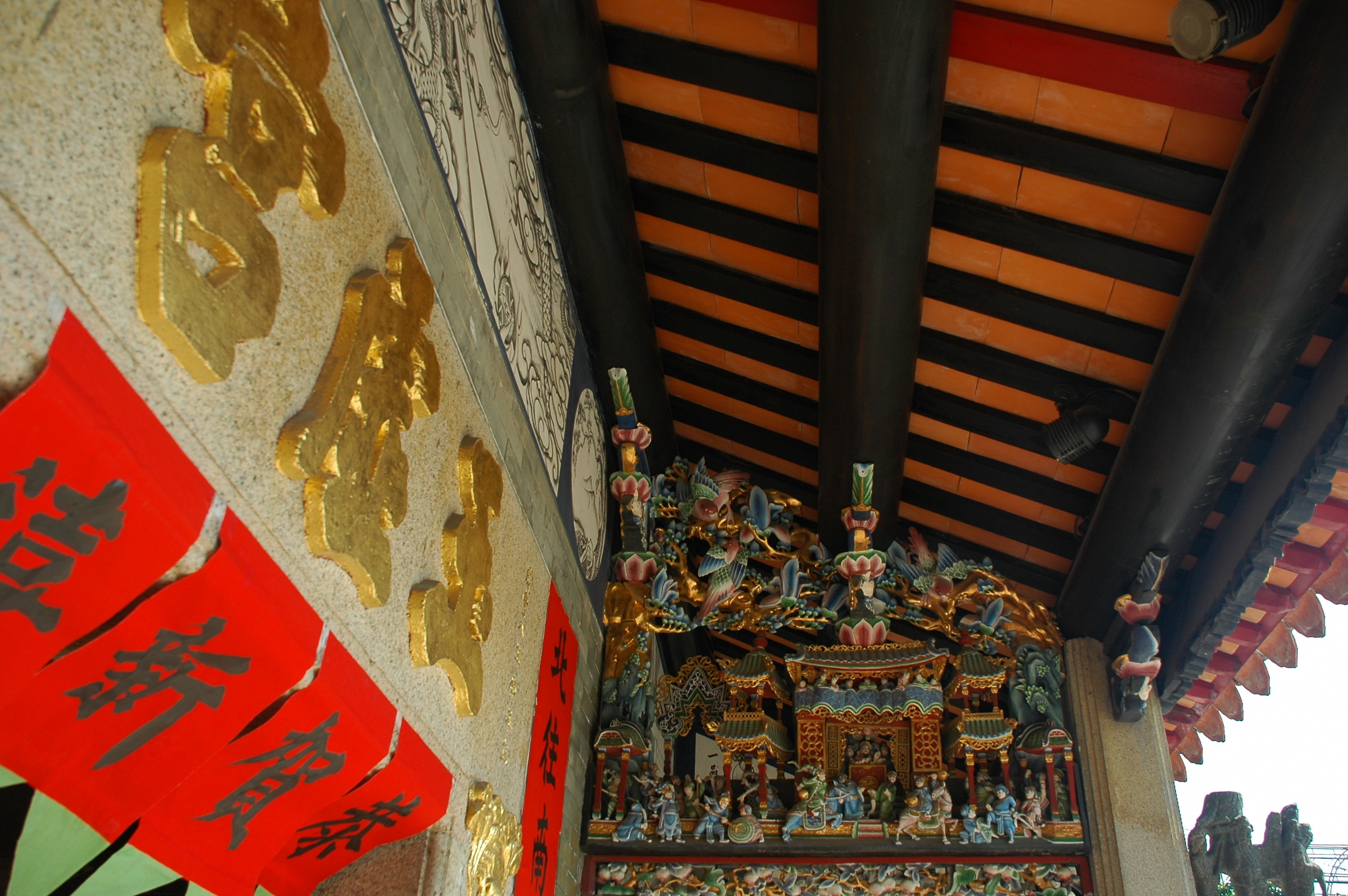
長洲北帝廟正門橫匾兩側有造工精緻的浮雕。

長洲北帝廟，又名長洲玉虛宮，位於香港離島區長洲北社街北端，建於清朝乾隆四十八年（1783年），有二百多年歷史，已獲古物諮詢委員會評定為一級歷史建築物，是全香港最具規模的北帝廟，除北帝外，廟內亦供奉太歲、觀音及列聖。長洲北帝廟早期由長洲居民負責管理，於1929年交由華人廟宇委員會管理。

## 歷史
長洲是原籍惠州、潮州及廣州的漁民聚居地，他們信奉海神北帝祈求獲得神明庇蔭，使舟楫平安。據稱，在乾隆四十二年（1777年）長洲發生疫症，當地漁民遠赴惠陽縣玄武山北帝廟迎請北帝神像到長洲鎮壓才除去疫症。因此，地方鄉紳林煜武於乾隆四十八年（1783年）領導長洲原籍惠州、潮州居民集資建廟奉祀北帝。

## 建築
北帝廟是傳統三進式建築，正殿寬敞，神壇置中，兩側設偏殿，左右對稱。殿前建有一道花崗石梯階，門外置有一個石香爐及兩對石獅子，而廟的瓦面和簷角，亦有很多獅子，成為全港廟宇中，獅子最多的一間。廟宇曾分別於道光二年（1822年）、道光十八年（1838年）、咸豐八年（1858年）、光緒廿九年（1903年）及1989年重修。最近一次由華人廟宇委員會斥資逾1,300百萬港元進行重修，工程於1999年展開，直到2003年才竣工。
|  |  |  |

## 神誕節慶
北帝誕在每年的農曆三月初三，善信敬拜祈求合境平安。而在每年一度的長洲太平清醮期間，長洲北帝廟遊樂場足球場會架設神功戲戲棚，又會舉行搶包山比賽。

## 歷史文物
廟內的古物珍品包括一柄早年由漁民網得奉於廟內的宋朝大鐵劍及魚骨、一座製於光緒二十五年的鑾輿、一個咸豐十一年製的石香爐及乾隆四十九年的銅鐘。此外，為紀念英國瑪嘉烈公主及斯諾敦伯爵（Earl of Snowdon）伉儷於1966年到訪，一位鍾姓女士特別打造了一頂金冠以誌盛況；而華人廟宇委員會於1959年鑄造了一對銅香爐，紀念護督白嘉時於當年蒞臨參觀。

## 外部連結
- 華人廟宇委員會：長洲玉虛宮(北帝廟) （页面存档备份，存于）